# Mont Pelvoux
Mont Pelvoux (3946 m n. m.) je hora v Dauphineských Alpách ve Francii. Nachází se území obce Vallouise-Pelvoux (departement Hautes-Alpes) ve skupině Massif des Écrins. Leží nad vesnicí Ailefroide asi 19 km západně od města Briançon.
Hora má tyto čtyři významné vrcholy:
- Pointe Puiseux (3946 m)
- Pointe Durand (3932 m)
- Petit Pelvoux (3753 m)
- Trois Dents du Pelvoux (3683 m)

Mont Pelvoux na západojihozápadě sousedí s vrcholem Pic Sans Nom (3913 m), který je oddělen sedlem Cols du Pelvoux (3573 m). Na jižních svazích hory se rozkládá ledovec Glacier de Sialouze, na východních Glacier du Pelvoux, na severovýchodních Glacier des Violettes, na severcních Glacier de la Momie a pod severozápadními Glacier Noir. Na jižních svazích pod vrcholem Petit Pelvoux se dále nachází ledovec Glacier du Clot de l'Homme a na západních pod vrcholem Trois Dents du Pelvoux ledovec Névé Pelissier.
Na vrchol Pointe Durand vystoupili jako první 30. července 1828 A. Durand, Jacques Etienne Matéoud a Alexis Liotard. Vrchol Pointe Puiseux (nejvyšší bod) zdolali jako první 9. srpna 1848 P. A. Barnéoud a průvodce Victor Puiseux. Dnes lze na vrchol nejsnáze vystoupit od chaty Refuge du Pelvoux (2700 m). Jedná se o ledovcovou túru ohodnocenou stupněm obtížnosti PD (5:30 h v obou směrech).